# 판샤오쉬안
판샤오쉬안(중국어: 范曉萱, 병음: Fàn Xiǎoxuān, 한자음: 범효훤, 1977년 2월 27일 ~ )은 중화민국의 가수, 배우이다.

## 방송
- 쇄신 3+7

## 영화
- 경심파 (2016년)
- 러브 투모로우 (2013년)
- 쇄신 3+7 (2012년)
- 청풍자 (2012년) - 심정 역
- 용문비갑 (2011년)
- 사랑의 화법 (2010년)
- 사랑에 관한 세 가지 이야기 (2004년) - segment 타이페이 - 아-수 역
- 비상정탐 (1994년)